# Láp
A láp olyan, állandó vízhatásnak kitett terület, amelynek élő rendszerei tőzeget halmoznak fel úgy, hogy a folyamatosan vastagodó tőzegrétegek növekedése és (bomlás vagy erózió okozta) fogyása hosszú távon egyensúlyba kerül. A láp tehát együtt jelenti a növénytakarót és a belőle képződő tőzeget (Lájer, 1998). Geobotanikai értelemben nem tévesztendő össze a mocsárral, amelyben nem képződik tőzeg (vagy ha igen, az rendszeresen el is bomlik). A „mocsár” szó a köznyelvben általában jelent mindenféle kiterjedt, állandó nyílt víztükör nélküli vizenyős területet (így a lápokat is); tudományos jelentése ennél szűkebb.
A természetvédelmi törvény értelmében „a láp olyan földterület, amely tartósan vagy időszakosan víz hatásának kitett, illetőleg amelynek talaja időszakosan vízzel telített, és amelynek jelentős részén lápi életközösség, illetve lápi élő szervezetek találhatók, vagy talaját változó kifejlődésű tőzegtartalom, illetve tőzegképződési folyamatok jellemzik”. A lápok védettségének nem feltétele, hogy bennük védett élőlények éljenek. Ennek egyik szakmai oka, hogy a tőzegképződés olyan apró ízeltlábúak közösségeit hívja életre, amelyekben ma még kevéssé ismert biológiájú élőlények (atkák, ugróvillások, egyéb apró rovarok) élnek – közöttük akár számos, még ismeretlen faj is lehet.
A növénytársulástan nem teljesen azokat az élőhelyeket minősíti lápnak, mint a talajtan, bár mindkét meghatározásban a tőzeg vagy tőzeg jellegű szervesanyag felhalmozódása a döntő szempont.

## A lápok csoportosítása
A lápokat többnyire alakjuk és felületi mintázatuk alapján osztályozzák. Három fő csoportjuk:
- síklápok,
- dagadólápok,
- átmeneti lápok (ombro-minerogén láp).

A dagadólápok vize és tőzege mindig szélsőségesen savanyú (pH < 4); a pH és a víz ásványi anyagtartalma a dagadólápoktól a síklápok felé haladva nő, de a nitrogén- és foszfortartalom mindvégig csekély marad. A síklápok vize a bázikustól a mérsékelten savanyúig változik. Az átmeneti lápok formailag a síklápokra hasonlítanak, de igen savanyúak, mert tőzegmohaszőnyeg borítja őket. A dagadólápok tőzegfelülete (amint erre nevük is utal) a környék talajvízszintje fölé emelkedik, a síklápok tőzegfelszíne viszont ez alatt marad. A síklápok vize túlnyomórészt a láp határán kívülről származik, míg a dagadólápoknak tipikus esetben nincs vízgyűjtő területe, és csak a közvetlenül a láp felületére eső víz befolyásolja őket. A síklápokat régebben a rétlápnak (németül Wiesenmoor) is nevezték, különösen a földrajzi-földtani szakirodalomban.
A lápok kiemelkedően jelentős szerepet játszanak a szén mineralizációjában; a kőszéntelepek egykori tőzegekből képződtek.

## Elterjedésük
A Föld felületének kb. 1%-át borítják lápok. Elterjedési területük súlypontja a hideg mérsékel égöv; onnan a sarkok felé a szubboreális régióig, az Egyenlítő felé a trópusi éghajlati öv pereméig fordulnak elő, egyre csökkenő arányban.
Arányuk Magyarországon átlagosnak mondható (1,1%), ez több, mint a szomszédos Ausztriában és a volt csehszlovák államokban (0,3-0,3%). Németországban és Lengyelországban lényegesen gyakoribbak (4,5 ill. 4,8%). Területi arányukat a vízrendezés csökkentette jelentősen: míg Németországban 85%-ukat, Lengyelországban 82%-ukat, hazánkban 97%-ukat érintette ez valamilyen mértékben. Ebben jelentős része volt annak, hogy a 20. század második felében kampányszerűen megpróbálták őket mezőgazdasági területté alakítani.
Az európai kontinensen az egykori kb. 495 ezer négyzetkilométer lápvidék néhány évtized alatt 187 ezer négyzetkilométerre zsugorodott; ez európai átlagban mintegy 62% veszteség.

## A lápok tipizálása

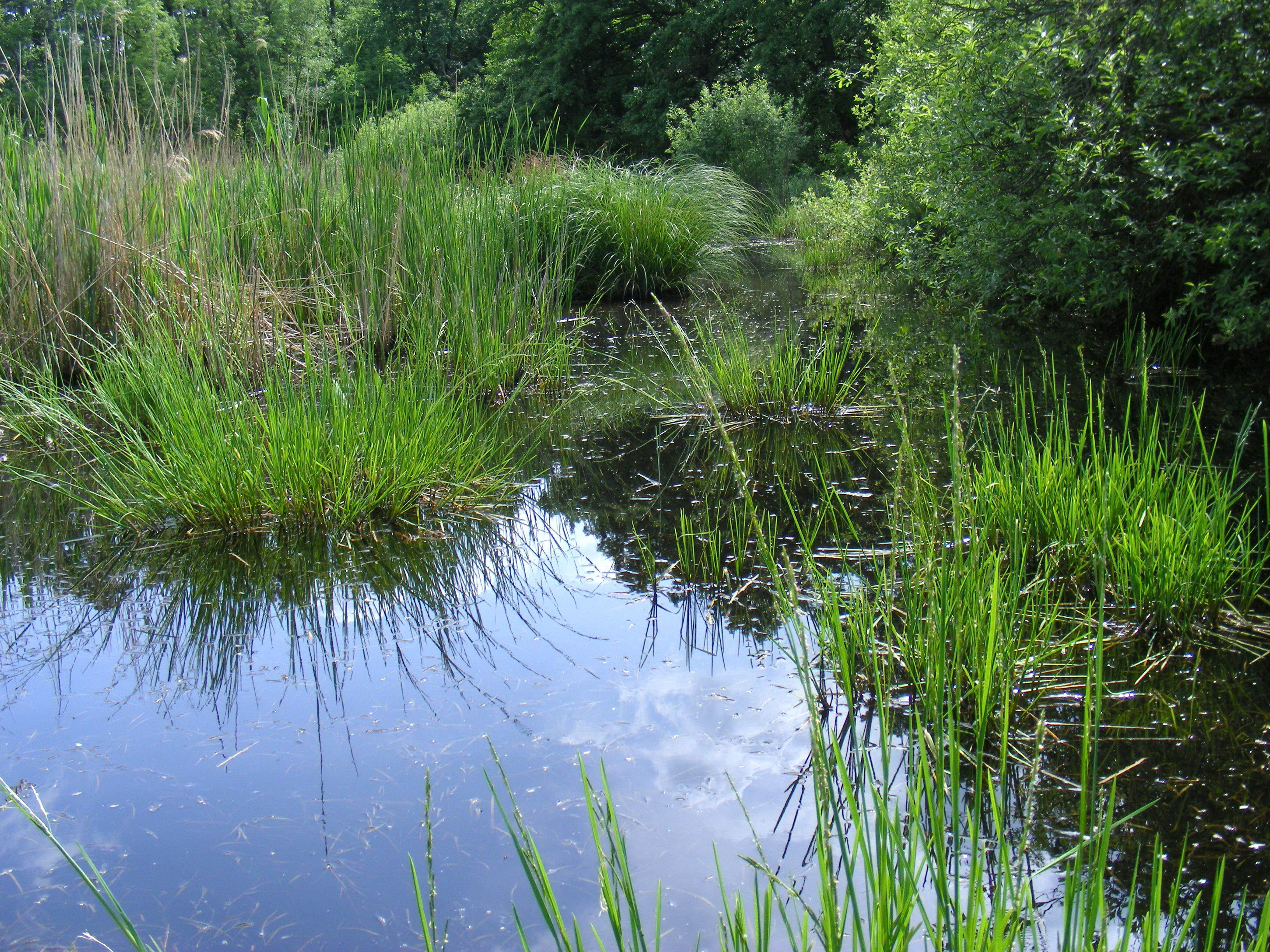
Egy ha méretű, átlagosan kb. 70 cm mély síkláp a balaton-felvidéki Fekete-hegyről. A kép különböző növénytársulások együttes jelenlétét mutatja domináns fajaik segítségével.

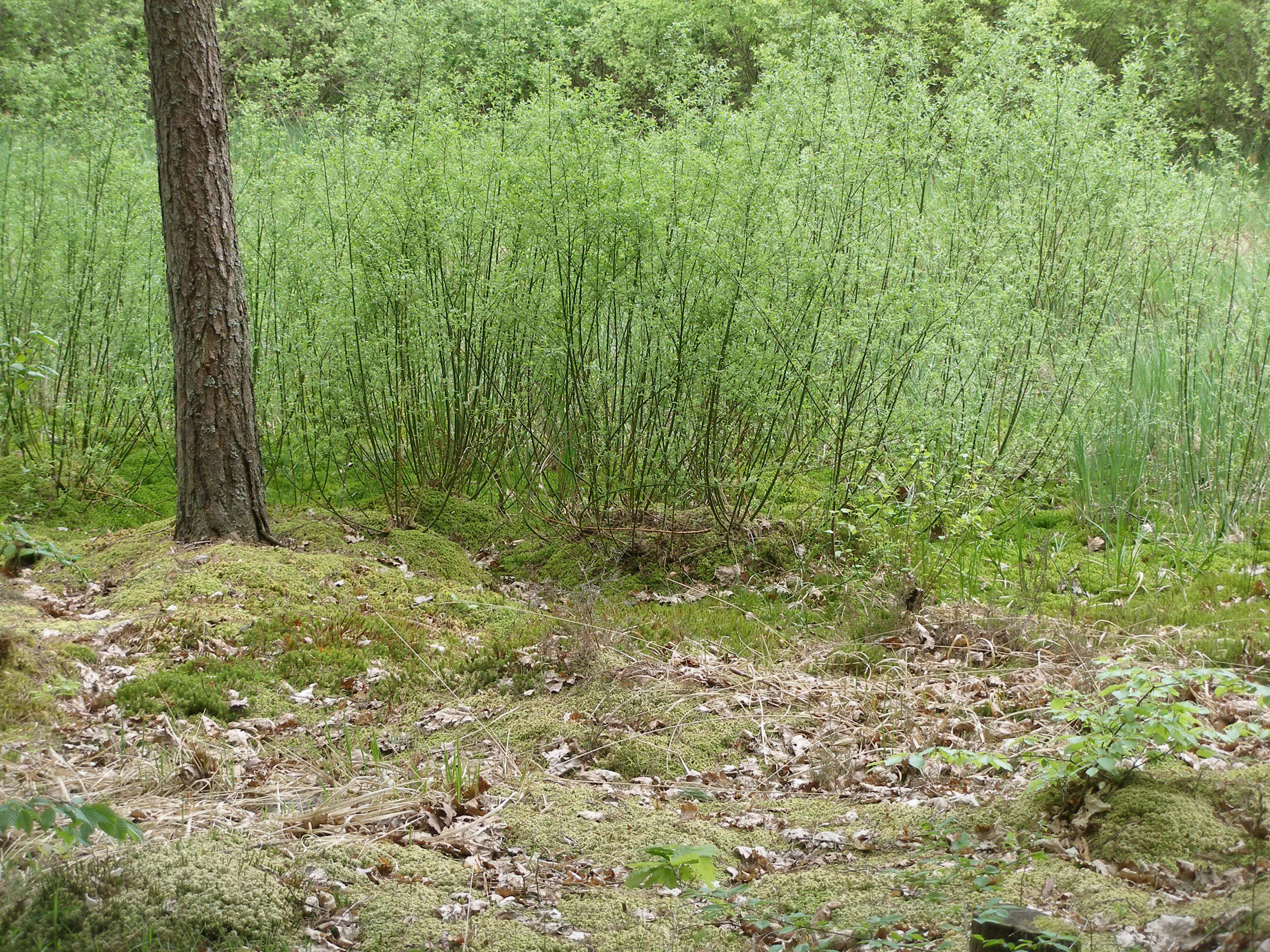
A Fekete-tó a Vendvidéken. Az ország mérsékelt övi klímája megakadályozza, hogy a tőzegfelhalmozó területek kiemelkedő, főleg csapadékvíz által táplált élőhelyekké fejlődjenek.

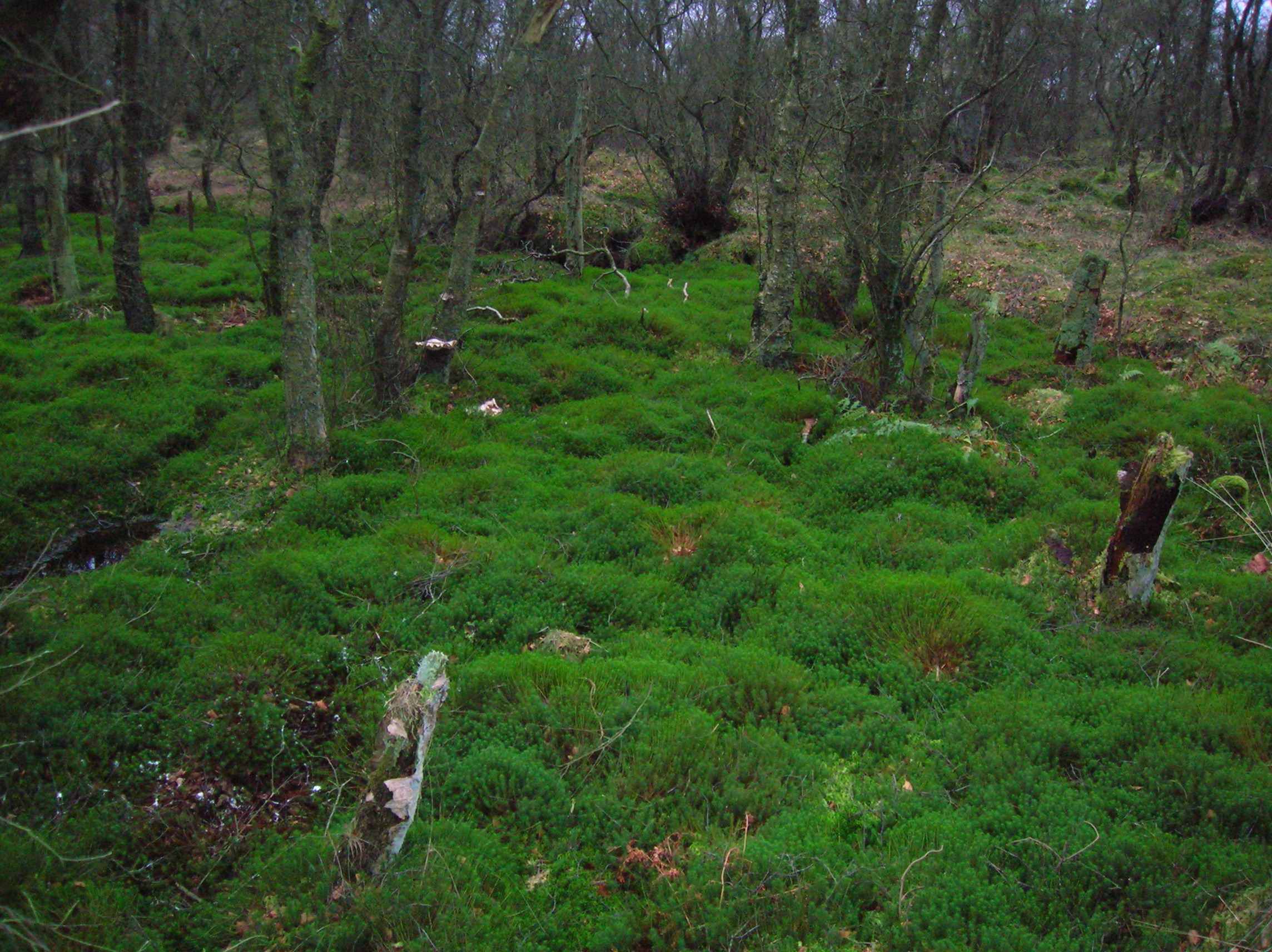
A skóciai Auchentiber láp, egy síksági dagadóláp, North Ayrshire, Skócia nyugati partvidéke.

A lápok osztályozása nem keverendő a lápi növénytársulások osztályozásával (pl. láprét). A vízborítás mélysége, a víz fiziko-kémiai jellemzői, éghajlati viszonyok stb. függvényében egyes láptípusokon többféle növénytársulás is megjelenhet.
Legáltalánosabban két típusra, síklápokra (angol: fen, német: Niedermoor) és dagadólápokra (angol: bog, német: Hochmoor) különíthetjük el őket. Harmadik típusukat, az átmeneti lápokat többnyire a síklápok közé sorolják be.
A dagadólápokat csak olyan víz befolyásolja, mely közvetlenül a felületükre hullik, mert felszínük kiemelkedik. A dagadóláp vízutánpótlás szerint ombrogén (esővízzel táplált), ombrofil (sok csapadékot kedvelő, ilyen helyen képződő), fejlődéséből adódóan szemiterresztrikus (felülről táplálkozó és felfelé növekvő).
Ezzel szemben a síklápok vize zömmel a láp határain kívülről származik, a tőzegfelület nem emelkedik a talajvíz szintje fölé. A síkláp vízutánpótlás szerint minerogén (a felszínen összegyűlő vízzel és talajvízzel táplált), reophil (mélyedésekben összegyűlő vízben képződő) és fejlődése szerint szubhidrikus (alulról táplálkozó és leülepedő).
A Vízügyi Hidrobiológia sorozatban megjelent kategória-rendszer tömör, gyakorlatias formában közli a főbb láptípusokat. A síklápokon és dagadólápokon kívül elkülöníti a kettő közt vízutánpótlás szempontjából átmeneti jellegű átmeneti lápokat és úszólápokat is. A forráslápokat önálló kategóriaként kezeli.
 
A modern lápkutatás kezdeti időszakában elsősorban vizük eredete alapján tipizálták őket. Természetesen a síklápok ennél jóval változatosabbak, így méretük, morfológiájuk, a víz és a tőzeg kémiai összetétele és a víz mozgása szerint is csoportosíthatók. Egy komplex láposztályozó rendszer a már említettek közül több szempontot is figyelembe vesz. Ilyet a hazánkban előforduló láptípusokra Lájer dolgozott ki. A dagadólápok tipizálása a hazai rendszerből hiányzik, mivel azok hazánkban szinte egyáltalán nem fordulnak elő; leginkább a boreális régiókban, illetve erős óceáni hatásra fejlődnek ki. Ennek oka az, hogy kialakulásukban meghatározó a csekély párolgási veszteség (nagy páratartalom).
A lápokat vegetációjuk alapján is osztályozzák. Különböző abiotikus tényezők miatt azonban vannak olyan növénytársulások, amelyek alatt egyes helyeken képződik tőzeg, másutt pedig nem. A kizárólag növényföldrajzi alapú osztályozások az északi területek (pl. Kanada, Szibéria, Skandinávia) kevésbé bolygatott lápjain alkalmazhatók eredményesen.

## A lápok növényzete, növénytársulásai
A legfontosabb tőzegképző növények értelemszerűen a tőzegmohák (Sphagnum spp.), valamint a tollmohák (Amblystegiaceae) és a pintycsőrű mohafélék (Brachytheciaceae) családainak egyes fajai. A mohák és az edényes növények élő tömegének aránya erősen változó; az edényes biomassza akár el is érheti a mohák mennyiségét – mivel azonban a mohák lassabban bomlanak le, a tőzegben mindig több a moha, mint az élő biomasszában. A boreális régió nedvesebb részein a tőzegmohák nettó primér produkciója kb. 100–150 g/m² a zsombékon, 500 g/m² síkon és 6-800 g/m² a mélyedésekben – ez a sarkok felé haladva a csapadékkal csökken.
1. A síklápok (angolul: rich fen) növénytársulásait két, ökológiailag jól elkülönülő rendre bontják:
- oligotróf síklápok (Caricetalia fuscae Koch 1926 em. Klika 1934),
- bázikus síklápok (Caricetalia davallianae Br.-Bl. 1949).

2. Az átmeneti lápok (angolul: poor fen) növénytársulásait a dagadólápok semlyéktársulásaival vonják közös rendbe:
- dagadólápok semlyéktársulásai és átmeneti lápok (Scheuchzerietalia palustris Nordhagen 1937)

3. A dagadólápok (angolul: bog) önálló társulástani osztályának (Oxycocco-Sphagnetea Br.-Bl. & R. Tx. ex Westhoff & al., 1946) Magyarországon csak egy rendje fordul elő, az is csak szórványosan:
- boreális tőzegmohalápok (Sphagnetalia medii Kästner & Flössner 1933) – ennek társulásai nőnek nálunk is.

4. A láprétek növénytársulásait két nagy csoportba osztjuk, megkülönböztetve az üde és a kiszáradó lápréteket.

## A lápok szukcessziója
A lápi szukcessziósor kezdeti tagjaként az egykori égerláperdők helyén a lefolyástalan, pangó vizes területeken láprétek alakulnak ki. Alattuk gyakran sástőzeg képződik. Mindig nedvességkedvelő és az anaerob viszonyokat elviselő növények jellemzőek rájuk; a virágos növények mellett gyakoriak a mohák. Két fő típusukat aszerint különböztetjük meg, hogy a nyár végére kiszáradnak-e vagy sem:
- A nedves vagy üde lápréteknek (Caricetum davallianae) csak nagyon vékony, felszíni rétegét nem itatja át víz.
- A kiszáradó láprétek (Molinietum coeruleae) talajvízszintje nyaranta mélyebbre süllyed.

Ha nem kaszálják őket, a szukcesszió előrehaladtával a láprétek láperdőkké alakulnak.

## A lápok ökológiai jelentősége
A lápok az egyéb vizes élőhelyektől (például a mocsaraktól) főként abban különböznek, hogy bennük az elhalt növényi anyagok nem bomlanak le, hanem tőzeget képezve felhalmozódnak így szenet vonnak ki a biogeokémiai ciklusokból. Ennek ökológiai jelentősége azért óriási, mert a légkörből kivont szén-dioxid a legfontosabb üvegházhatású gáz, ami Földünk klímájának alakulásában meghatározó. A tőzegképződés a szénképződés első lépése. A lápok ezen ökológiailag rendkívül fontos tulajdonsága azáltal valósul meg, hogy a lápok vízszintje (természetes állapotában) nagyfokú állandóságot mutat és a víz felszíne alatt oxigéntől elzárt (ún. anaerob) viszonyokat teremt. A láp a lápi élővilágot és ezt a speciális lápi élőhelyet együttesen jelenti, hiszen ezek egymástól elválasztva nem képesek fennmaradni, egységes ökoszisztémát képeznek. 
A tőzeg porózus szerkezete és kémiai tulajdonságai révén nemcsak szén-rezervoár, hanem duzzadóképessége folytán nagyon sok vizet is képes megkötni, így meghatározó szerepe van a vízviszonyok szabályozásában és a csapadékvíz továbbözönlését megakadályozó ún. víz-retencióban. Ezen víz-retencióhoz járul hozzá a lápi növényzet, különösen a lápokra jellemző nagy mennyiségű moha is. Az életközösségek víz-retenciójának szabályozásban betöltött ökológiai jelentősége akkor válik nyilvánvalóvá, amikor a letarolt erdők következtében lezúduló árvizekre, majd az ár gyors levonulása utáni nyári aszályra gondolunk. Ezeknek az egész társadalomra gyakorolt hatását és gazdasági jelentőségét talán szükségtelen részletezni.

## A lápok élővilág-védelmi jelentősége
A lápok élővilág-védelmi jelentőséget azonban nemcsak ökológiai szerepük, hanem döntően a biológiai sokféleség megőrzésében való jelentőségük adja. A láp élővilág-védelmi és növénytársulás-tani értelemben egyaránt nagyon tág gyűjtőfogalomként fogható fel. A fentiekben összefoglalt közös jellemző tulajdonságok mellett az egyes lápok fajkészletükben és habitusukban is nagyon sokfélék lehetnek. Ez az élőhelyi sokféleség és térbeli heterogenitás számos kis helyen előforduló ritka, különleges élőlény fennmaradását biztosítja. A lápok állatvilága számos még a tudomány előtt is ismeretlen apró élőlényt foglal magába. A lápok élővilágában sok esetben fedeztek fel olyan fajokat, amelyek régmúlt idők máshol már kihalt tanúi, ilyenek például hazánkban a lápokhoz kötődő ún. jégkori reliktumfajok, amelyek csak a speciális lápi körülmények között maradhattak fenn. A kis foltokban hosszú ideig elzártan megőrződő populációkban fajképződési folyamatok is történnek, ennek folyamán bennszülött lokális fajok, ún. endemizmusok alakulnak ki. Ezen reliktum és endemikus fajok megőrzése gyakran egy egészen kis lápfolt megmaradásán múlik, hiszen esetleg a világon sehol máshol nem fordulnak elő.

## A lápok tudományos jelentősége
A lápok tudományos jelentőségét az ökológiai és élővilág-védelmi értékükön felül, még további fontos szempontok is növelik. A tőzegképződéssel összefüggésben a lápok nemcsak saját élővilágukról hordoznak információt, hanem a születésüket követő földtörténeti és kultúrtörténeti tényekről, korszakokról is árulkodnak. A lápok időrendi rétegekben megőrzik (fosszilizálják) a tágabb környékükről behulló virágporszemeket, növényi és állati maradványokat, vagy a történeti korokban a lápba menekült emberek nyomait és tárgyait is. A tőzegrétegekben sok ezer évre visszamenőleg megőrzött „feljegyzések” kiolvasása olyan tudományos információkat ad számunkra, amelyek semmilyen más módszerrel nem szerezhetők meg. Ezért is fontos, hogy ezek a „könyvtárak” ne semmisüljenek meg még a tudományos feldolgozásukat megelőzően.

## Ajánlott irodalom
- Bándi, Gy. (szerk.) (2001): Környezetvédelmi jogesetek és a szakértői tevékenység (Környezetvédelmi Kiskönyvtár 10.) – KJK-Kerszöv Jogi és Üzleti Kiadó Kft., Budapest
- Borhidi, A, Sánta, A. (szerk.) (1999): Vörös könyv Magyarország növénytársulásairól 1.-2. – A KöM Természetvédelmi Hivatalának tanulmánykötetei 6., Természetbúvár Alapítvány Kiadó, Budapest
- Chichilnisky, G. (1996): The Economic value of Earth’s resources – Trends in Ecology and Evolution, 11: 135-140.
- Costanza, R., Segurea, O., Martinez-Alier, J., (1996): Getting down to Earth: Practical Applications of Ecological Economics – Island Press, Washington, D.C.
- Costanza, R., d’Arge, R., de Groot, R., Farber, S. (1997): The value of the word’s ecosystem services and natural capital. – Nature, 387:253-260.
- Degen Á., Gáyer GY., Scheffer J. (1923): Magyar láptanulmányok. Magyar Botanikai Lapok 22: 1–116.
- Dömsödi J. (1988): Lápképződés, lápmegsemmisülés. – MTA Földrajztudományi Kutató Intézet, Budapest.
- Érdiné Szekeres Rozália (szerk.) (2002): Nemzeti Ökológiai Hálózat 3 – Lápok – KöM Természetvédelmi Hivatala)
- faragó, T. Kerényi, A. (2003): Nemzetközi együttműködés az éghajlatváltozás veszélyének, az üvegházhatású gázok kibocsátásának csökkentésére – Környezetvédelmi és Vízügyi Minisztérium, Debreceni Egyetem, Budapest-Debrecen
- Fekete, G., Molnár, Zs., Horváth, F. (szerk.) (1997): Nemzeti Biodiverzitás-monitorozó Rendszer II. A magyarországi élőhelyek leírása, határozója és a Nemzeti Élőhely-osztályozási Rendszer – MTM, Budapest.
- Kerekes, S., Szlávik, J. (1999): A környezeti menedzsment közgazdasági eszközei (2., javított kiadás) Közgazdasági és Jogi Könyvkiadó, Budapest
- Lájer K. (1998): Bevezetés a magyarországi lápok vegetáció-ökológiájába. Tilia 6: 84–238.
- Margóczi, K. (1998): Természetvédelmi biológia – egyetemi tankönyv, JATEPress, Szeged.
- Marx György (1993): Napfény, üvegház, éghajlat – Fizikai Szemle 1993/4: 132-139.
- Mendelsohn, R. (2001): Economic value of biodiversity, measurements of In: Encyclopedia of Biodiversity, Volume 2. pp. 285–304.
- Molnár, Zs., Horváth, F., Litkey, Zs., Walkovszky, A. (1997): A Duna-Tisza közi kőrises égerlápok története és mai állapota – Természetvédelmi Közlemények 5-6. Magyar Biológiai Társaság, Budapest.
- Pataki, Gy., Takács-Sánta, A. (szerk.): Természet és gazdaság, Ökológiai közgazdaságtan szöveggyűjtemény – Typotex Kiadó, Budapest
- Standovár, T., Primack, R.B. (2001): A természetvédelmi biológia alapjai – egyetemi tankönyv, Nemzeti Tankönyvkiadó, Budapest
- Vida Gábor (1995): Diverzitási stratégia és koevolúció a bioszférában – Természet Világa 1995/I. különszám: 51-56
- Zólyomi B. (1936): Tízezer év története virágporszemekben. Természettudományi Közlöny 68: 504–516.